# Ідршек
Ідршек (словен. Idršek) — невелике розсіяне поселення в горах на північному сході вище Ідрії, Регіон Горишка,  Словенія. Висота над рівнем моря: 723,6 м.